# O Diabo Apaixonado

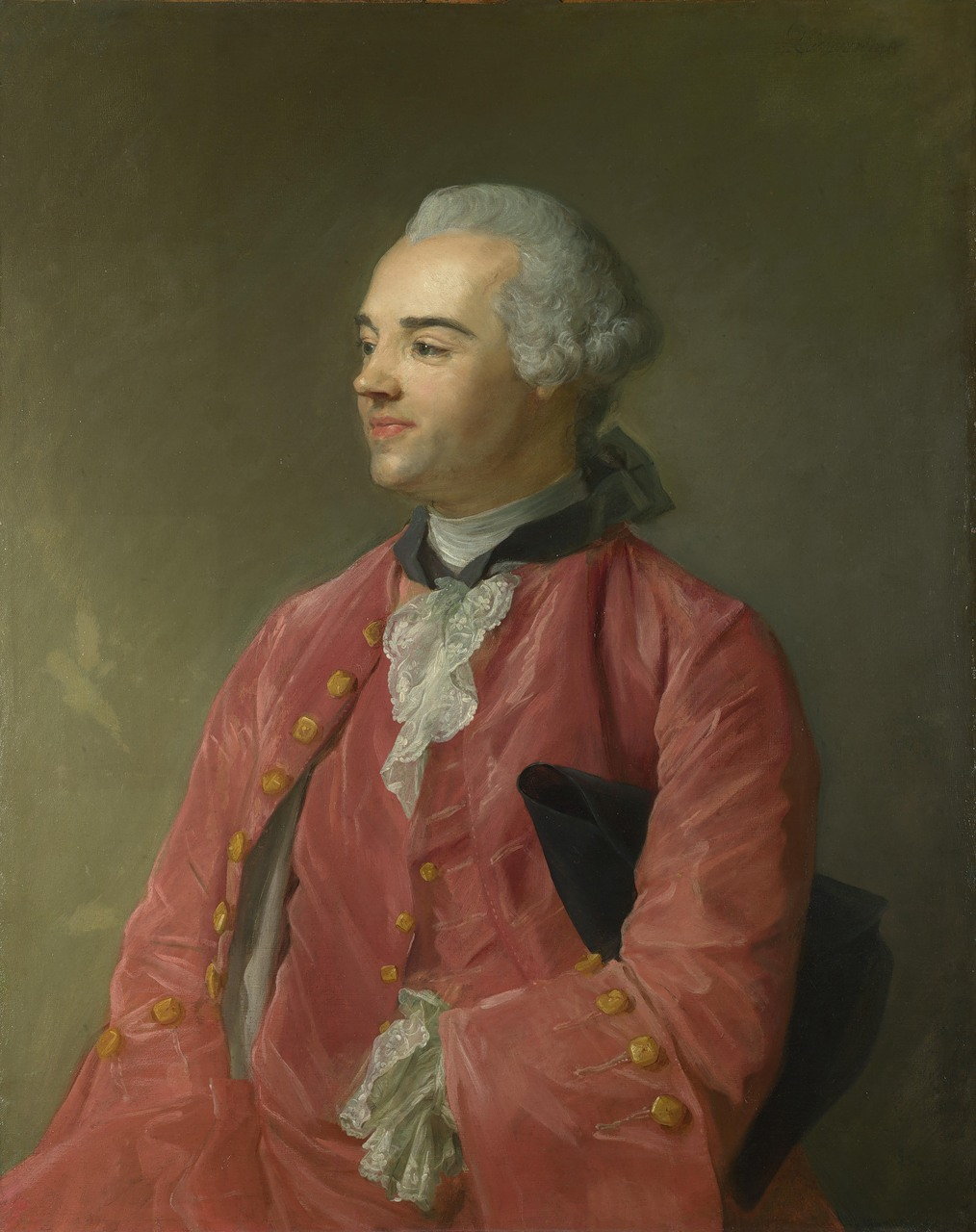
Autor de O Diabo Apaixonado, Jacques Cazotte

O Diabo Apaixonado (em francês: Le Diable amoureux) é um romance ocultista de 1772 por Jacques Cazotte que conta a história de um demônio, ou diabo, que se apaixona por um jovem nobre espanhol chamado Don Alvaro, um aficionado amador humano, e tenta, disfarçado de jovem mulher, conquistar seu afeto.
O crítico francês P.G. Castex descreveu O Diabo Apaixonado como "o próprio iniciador da história de fantasia moderna".
O crítico canadense Carlo Testa descreveu O Diabo Apaixonado (na revisão da tradução de Stephen Sartarelli de 1993) como um "termo a quo" na história do subgênero demoníaco".
O Le Diable amoureux deu início a um estilo literário conhecido como fantastique, onde eventos surreais se intrometem na realidade e o leitor fica adivinhando se os eventos realmente ocorreram ou foram apenas produto da imaginação do personagem.

## Enredo

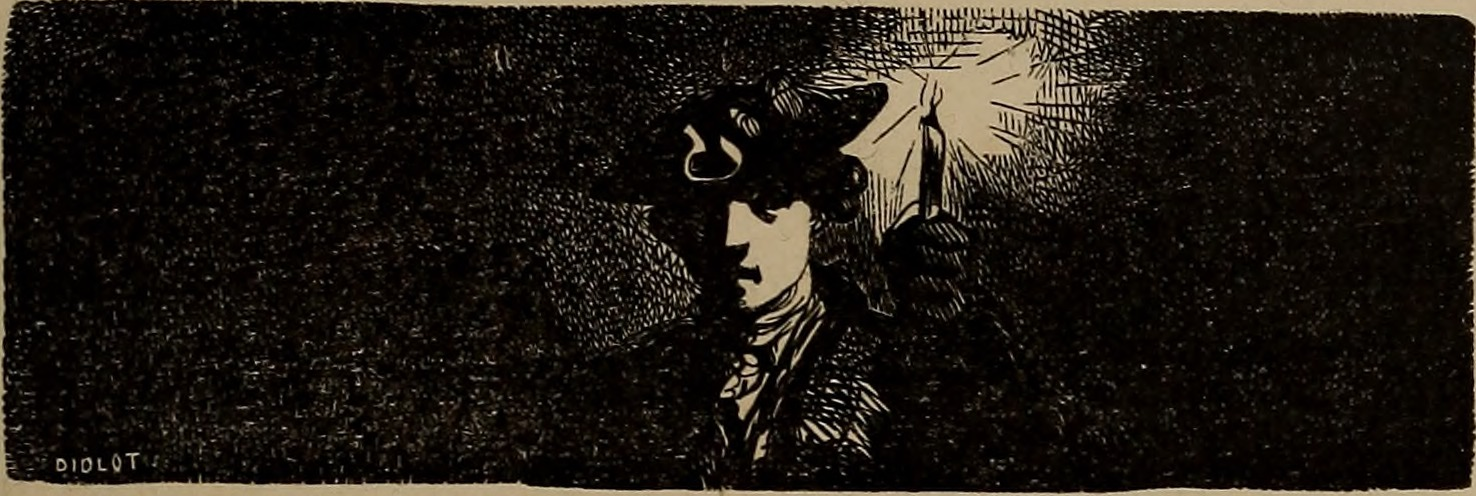
Imagem de um jovem mas sábio homem de "Le diable amoureux, roman fantastique" (1845)

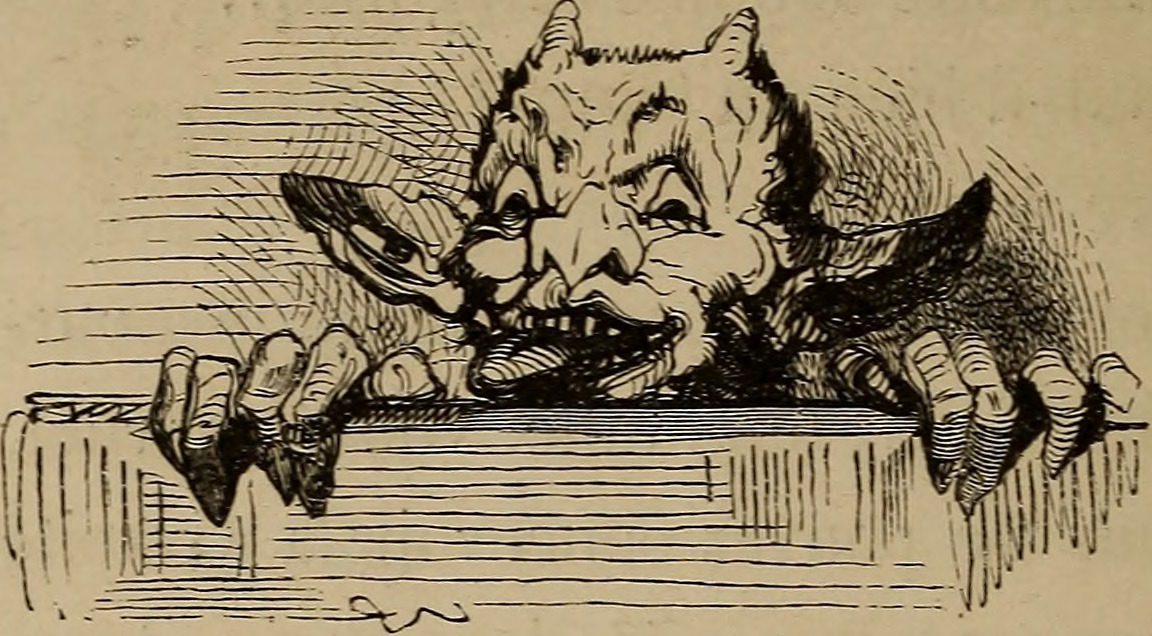
Imagem do demônio em "Le diable amoureux, roman fantastique" (1845)

Don Alvaro, um homem jovem mas sábio, invoca Satanás. Ao ver o jovem Alvaro, Satã se apaixona por ele e assume a aparência de uma jovem mulher, Biondetta. Ele segue Alvaro como seu pajem. Na jornada que se desenrola, Satanás, disfarçado de mulher, tenta seduzir Alvaro que rejeita seus avanços para não perder a virgindade. Ele não está disposto a comprometer sua honra dormindo com uma mulher antes de se casarem e primeiro precisará da aprovação de sua mãe para a união.
Ao longo de sua jornada, Biondetta (o nome do diabo como mulher) e Alvaro se aproximarão cada vez mais. Quando a amiga do protagonista, Olympia, descobre que o servo "homem" de Alvaro é na verdade do sexo feminino, ela confronta Alvaro, que nega as acusações e fica do lado de seu servo. A partir daí, Biondetta abandona a vida de serva e passa a se aproximar cada vez mais de Alvaro, sobrevivendo a uma tentativa de assassinato de Olympia. O demônio tenta fazer sexo com Alvaro, antes do casamento ou da bênção da mãe de Alvaro, mas é rejeitado por Alvaro. Biondetta então se despede e nunca mais é encontrada. Alvaro volta à corte de sua família, onde sua mãe o consola que tudo foi um pesadelo. Sua mãe o lembra que se ele a tivesse ouvido nunca teria sido vítima do diabo.

## Recepção
O romance seria influente para Jacques Lacan, que o encontrou como parte de um simpósio sobre Jacques Cazotte. Lacan adaptaria uma cena da história, em que o diabo aparece pela primeira vez e pergunta a Alvaro "che vuoi?" (O que você quer? em italiano). Lacan incorporou isso ao gráfico do desejo, argumentando que é preciso perguntar-se repetidamente o que o grande Outro “realmente quer”.

## Adaptações
- 1840: Le Diable amoureux, França, um balé de Napoléon Henri Reber, François Benoist e do mestre de balé Joseph Mazilier. Posteriormente, foi reencenado em uma versão revisada sob o título Satanella por Marius Petipa com seu pai Jean Petipa para o Ballet Imperial com a música original orquestrada novamente por Konstantin Liadov. Este revival estreou em 10 de fevereiro de 1848 no Teatro Bolshoi Kamenny em São Petersburgo, Rússia.[7]
- 1858: "Satanella, or The Power of Love", Romantic Opera in Four Acts de Michael William Balfe.[8]
- 1929: Le Diable amoureux, França, uma ópera cômica de Alexis Roland-Manuel.[9]
- 1975–1989: Devil in Love (Vlyublyonny dyavol), Rússia, uma ópera em dois atos por Alexander Vustin, livreto por Vladimir Khachaturov.[10]
- 1993: The Club Dumas (El Club Dumas), Espanha, um romance de Arturo Pérez-Reverte inspirado por e aquilo que se refere o romance.[11]
- 1999: The Ninth Gate, Estados Unidos, um filme dirigido por Roman Polanski, estrelando Johnny Depp, é uma adaptação parcial de The Club Dumas.[12]
- 2010: "The Devil in Love - A Soundtrack to the 1772 Occult Novel", uma compilação em CD duplo com contribuições de The Tiger Lillies, Jarboe, John Zorn, Art Zoyd e outros artistas; emitido com uma tradução sueca do romance publicado por Malört Förlag.[13]